# Ámbito territorial de Estados Unidos

En rojo, Estados Unidos

Se conoce como territorio de Estados Unidos aquellas áreas bajo jurisdicción y soberanía por parte del Gobierno de los Estados Unidos, entre las que se incluye las aguas, archipiélagos o extensión territorial y Bases Navales de la Armada estadounidense. La nación se reserva el derecho de conservar y administrar su territorio.
Dependiendo del estatus territorial, las divisiones políticas pueden variar.

## Gestión política

### Constitución

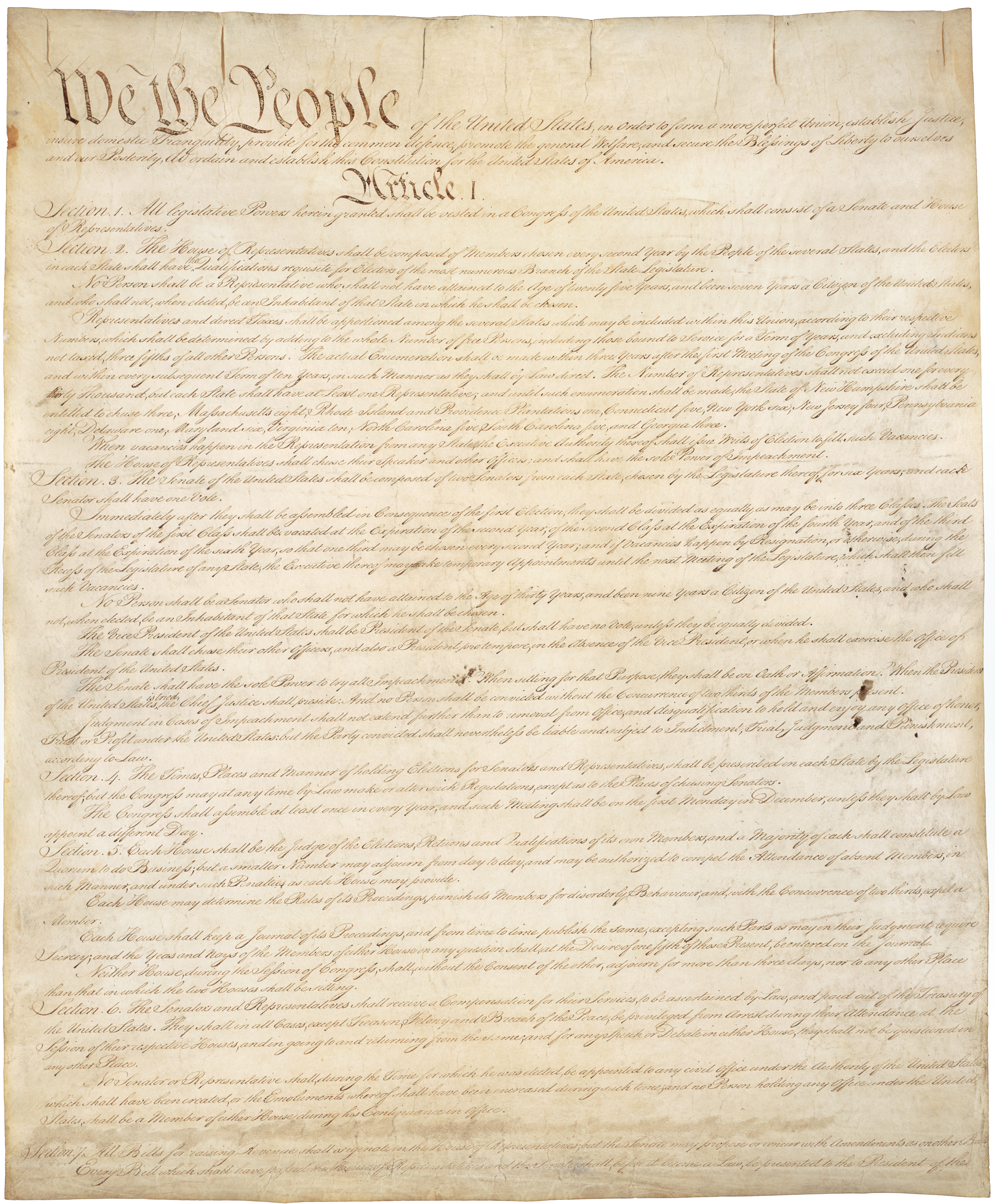
Copia original de la primera página de la Constitución de Estados Unidos

El Artículo IV de la Constitución indica que cada territorio está sujeto bajo la soberanía estadounidense (sin ser necesario estar ubicado dentro de las fronteras o pertenecer a cualquier Estado). Dicho apartado incluye los límites territoriales y marítimos no incluidos en ningún Estado y por ende en la Unión.

El Congreso mantendrá el orden y mantendrá las medidas necesarias para cumplir la legislación y hacer respetar el Territorio u otras propiedades de Estados Unidos; la presente Constitución no se aplicará como perjuicio o reclamo territorial por parte de Estados Unidos o cualquier Estado en particular.

### Congreso de Estados Unidos
El Congreso dispone de poderes gubernativos dentro de las fronteras estadounidenses. La legislación del Congreso no está sujeta a ningún control sobre los territorios a excepción de las zonas cedidas.

### Corte Suprema
A causa de las polémicas de los Casos insulares de 1901, la Corte Suprema optó por amparar a otros territorios ex proprio vigore bajo la Constitución. Desde la Corte también establecieron la doctrina de los territorios incorporados. En la misma, solo se aplica la Constitución a los territorios incorporados de Alaska y Hawái mientras que en los "no-incorporados" (Puerto Rico, Guam (antiguamente Guaján) y Filipinas) se aplicarían de manera parcial.

### Departamento de Estado del Interior
El Departamento del Interior es el encargado de los asuntos internos en su territorio con responsabilidades en todos los gobiernos locales. Sin embargo no es de su responsabilidad la administración civil salvo en el caso de las reservas nativoamericanas (regidas por la Bureau of Indian Affairs) y de las islas.

## Organización territorial

### División administrativa
Los territorios están subdividos en determinadas entidades políticas. Por ejemplo Samoa Americana es un territorio de ultramar estadounidense. Los estadounidenses elaboraron un Gobierno Federal y una Constitución en la que dieron cabida a cualquier área bajo jurisdicción de Estados Unidos. El territorio continental a diferencia de los Estados individuales gestionan las relaciones bajo la Carta Magna. El Distrito de Columbia es gestionada por las autoridades del Congreso, y fue establecido a partir de los cedidos por parte de Maryland y Virginia.
Alaska y Hawái están divididas en regiones administrativas. En 48 Estados de los 50 que forman el país reciben el nombre de Condados y distritos (en Alaska) menos en Luisiana donde se subdivide en parroquias. Cada Condado tiene un determinado número de localidades (ciudades y municipios). A diferencia de la ciudad, el municipio se refiere a un área geográfica pequeña. Estas localidades disponen de gobierno local (equivalente al de los ayuntamientos).
Los enclaves federales, por ejemplo bases militares o parques nacionales son administrados por el Gobierno junto a los demás Gobiernos estatales por los que discurren tales territorios.

### Historia
Anteriormente los territorios se fueron organizando con legislaturas independientes bajo gobiernos y oficiales locales puestos por el presidente y aprobado por el Senado. Históricamente se dividían en territorios organizados y No-Organizado. Estos últimos tenían una densidad de población baja o eran administrados por las autoridades nativas. Los Territorios "No-Organizados" disponían de autogobierno. 
Al finalizar la Guerra contra España, la Corte Suprema tuvo que determinar los tratados de los nuevos territorios anexionados como Filipinas, Puerto Rico, Guam (antigua Guaján), Wake y otras zonas que no formaban parte del continente americano y que no pasaron a ser parte de Estados Unidos. En consecuencia tomaron la decisión de hacer una distinción entre territorios incorporados y no-incorporados.
|                                                                |
| Reclamo territorial y cesiones al Gobierno Federal (1782-1802) |

|                        |
| Adhesión y adquisición |

|                                                   |
| Adquisiciones territoriales de los Estados Unidos |

|                                                |
| División territorial de Estados Unidos en 1959 |

### Área insular de Estados Unidos

Mapa del área insular de Estados Unidos.

| Bandera                | AA. II. EE. UU.                | Población | Superficie | Tipo de dependencia                       | Localización                                    | Reclamado por                  |
| ---------------------- | ------------------------------ | --------- | ---------- | ----------------------------------------- | ----------------------------------------------- | ------------------------------ |
| Bandera de Puerto Rico | Puerto Rico                    | 3.994.259 | 9.104 km²  | Estado Libre Asociado                     | Antillas al este de República Dominicana        | -                              |
|                        | Islas Marianas del Norte       | 80.006    | 477 km²    | Estado Libre Asociado                     | Oeste del océano Pacífico, al este de Filipinas | -                              |
|                        | Guam                           | 163.941   | 549 km²    | Territorio organizado no incorporado      | Oeste del océano Pacífico, al este de Filipinas | -                              |
|                        | Islas Vírgenes Estadounidenses | 124.778   | 352 km²    | Territorio organizado no incorporado      | Antillas al este de Puerto Rico                 | -                              |
|                        | Samoa Americana                | 57.881    | 199 km²    | Territorio no incorporado y no organizado | Océano Pacífico                                 | Samoa[cita requerida]          |
|                        | Atolón Johnston                | 0         | 2,52 km²   | Territorio no incorporado y no organizado | Océano Pacífico                                 | -                              |
|                        | Atolón Midway                  | 0         | 5,18 km²   | Territorio no incorporado y no organizado | Océano Pacífico                                 | -                              |
|                        | Isla Wake                      | 0         | 7,4 km²    | Territorio no incorporado y no organizado | Océano Pacífico                                 | Islas Marshall[cita requerida] |
|                        | Arrecife Kingman               | 0         | 0,03 km²   | Territorio no incorporado y no organizado | Océano Pacífico                                 | -                              |
|                        | Isla Jarvis                    | 0         | 4,45 km²   | Territorio no incorporado y no organizado | Océano Pacífico                                 | -                              |
|                        | Isla Baker                     | 0         | 1,24 km²   | Territorio no incorporado y no organizado | Océano Pacífico                                 | -                              |
|                        | Isla Howland                   | 0         | 1,62 km²   | Territorio no incorporado y no organizado | Océano Pacífico                                 | -                              |
|                        | Isla Navaza                    | 0         | 5,2 km²    | Territorio no incorporado y no organizado | Antillas cerca de Haití y Jamaica               | Haití                          |
|                        | Atolón Palmyra                 | 0         | 5,56 km²   | Territorio incorporado y no organizado    | Océano Pacífico                                 | -                              |

### Otras dependencias estadounidenses de facto
En el Pacífico y el Atlántico se encuentran varias dependencias estadounidenses.
La Base Naval de Guantánamo, Cuba, es un enclave administrado por Estados Unidos tras serle cedido de manera permanente por el Gobierno de Cuba al igual que la Zona del Canal de Panamá antes de la firma del Tratado Torrijos-Carter por el que Estados Unidos devolvía el Canal al Gobierno panameño. 
Desde el 18 de julio de 1947 al 1 de octubre de 1994 Estados Unidos administró el Territorio en Fideicomiso de las Islas del Pacífico hasta la disolución de este cuando Palaos obtuvo la independencia.
En cuanto a la Antártida, no existe ninguna reclamación formal por parte del Gobierno estadounidense, aunque se reserva el derecho a hacerlo.

## Espacio marítimo de Estados Unidos
El Gobierno de Estados Unidos de acuerdo con la CNDUM estableció una línea de demarcación adyacente con las demás islas y territorios.
En los años 1983 y 1988, Ronald Reagan sancionó dos leyes (n.º 5030 y n.º 5928) por el que ampliaba a 200 millas la zona de exclusividad económica en el primer caso y de 3 a 12 millas náuticas el control de las aguas en este último. Sin embargo el Departamento de Justicia cuestionó la autoridad del [entonces] presidente para extender la soberanía del territorio. En cualquier caso, el Congreso necesitaría aprobar leyes que definieran el uso de las aguas como pueda ser la extracción de petróleo por ejemplo.

## Derecho internacional
Estados Unidos no queda al margen en el derecho internacional. Entre el territorio estadounidense se incluye áreas geográficas ocupadas y subyugadas ante las autoridades estadounidenses, incluyendo territorios en disputa.
Al igual que en otros países, este se ha hecho con el control de ciertas áreas por la fuerza siendo ocupadas por militares de acuerdo con las conferencias de La Haya de 1899 y 1907. El control militar es de facto y el deber de estos es el de abastecer a los ciudadanos de los territorios y mantener el orden social para evitar el resurgimiento de Estados títeres.

## Territorios aduaneros
Los cincuenta Estados junto a Distrito de Columbia y Puerto Rico son los principales territorios aduaneros de Estados Unidos. A los productos extranjeros que entran en el país se les aplica normas especiales.
Otros territorios aparte son: Samoa Estadunidense, Guam, Islas Marianas del Norte e Islas Vírgenes de Estados Unidos.

## Otras áreas
Dentro de la soberanía nacional está el espacio aéreo y marítimo. No existe ningún acuerdo que limite estas fronteras más allá de las mismas pasando a ser zonas internacionales.
La jurisdicción federal incluye enclaves como parques nacionales y bases militares aunque se encuentren en territorio extranjero.